# Walter Eddie Cosina
Eddie Walter Max Cosina (Norwood, 25 luglio 1961 – Palermo, 19 luglio 1992) è stato un poliziotto italiano.

## Biografia
Nasce a Norwood, in Australia, da una famiglia di origine triestina emigrata nel dopoguerra. A metà degli anni sessanta la famiglia ritorna in Italia, a Muggia. A ventuno anni rimane orfano di padre e rinuncia al corso per far parte della polizia giudiziaria. Nel 1983 entra nella Digos, mentre a partire dal 1990 fa parte del nucleo anti-sequestri e in seguito, prende servizio presso la divisione anticrimine. Dopo la Strage di Capaci, la carenza di agenti di scorta in Sicilia aumenta la richiesta in tutta Italia, e Cosina accetta di spostarsi a Palermo.
Nel maggio del 1992 fa richiesta per entrare nella direzione investigativa antimafia (DIA). Giunta alla Questura di Trieste la richiesta di invio di agenti di scorta in forza alla Questura di Palermo, Eddie Cosina si offre di prendere il posto del collega candidato al trasferimento, poiché da poco divenuto padre. Non essendo in servizio, il 19 luglio, un collega giunge da Trieste per dargli il cambio. Cosina lascia però riposare il collega e decide di prendere servizio nel suo posto di agente di scorta per Paolo Borsellino. Rimane ucciso nella Strage di via D'Amelio a Palermo, lasciando la moglie Monica; con lui persero la vita, oltre a Paolo Borsellino, i colleghi Emanuela Loi, Agostino Catalano, Claudio Traina e Vincenzo Li Muli.
Oggi riposa nel cimitero comunale di Muggia.